# Jędrzychów (Nysa)
Jędrzychów (deutsch Heidersdorf) ist ein Dorf der Gmina Nysa (Landgemeinde Neisse) in Polen. Sie liegt im Powiat Nysa in der Woiwodschaft Opole.

## Geographie

### Geographische Lage
Das Angerdorf Jędrzychów liegt im Südwesten der historischen Region Oberschlesien. Der Ort liegt etwa einen Kilometer nordwestlich des Gemeindesitzes und der Kreisstadt Nysa (Neisse) und etwa 57 Kilometer südwestlich der Woiwodschaftshauptstadt Opole (Oppeln).
Jędrzychów liegt in der Nizina Śląska (Schlesische Tiefebene) innerhalb der Dolina Nysy Kłodzkiej (Glatzer Neiße-Tal). Nördlich des Dorfes verläuft die Neisser Umgehungsstraße, geführt als Landesstraße Droga krajowa 46. Südöstlich des Dorfes liegt die Festung Neisse.

### Nachbarorte
Nachbarorte von Jędrzychów sind im Südosten der Gemeindesitz Nysa und im Südwesten Skorochów (Kohlsdorf).

## Geschichte
In dem Werk  Liber fundationis episcopatus Vratislaviensis aus den Jahren 1295–1305 wird der Ort erstmals als Heydenrici villa erwähnt. 1372 erfolgte eine Erwähnung als Heyndinrichdorf.
Nach dem Ersten Schlesischen Krieg 1742 fiel Heidersdorf mit dem größten Teil Schlesiens an Preußen.
Nach der Neuorganisation der Provinz Schlesien gehörte die Landgemeinde Heidersdorf ab 1816 zum Landkreis Neisse im Regierungsbezirk Oppeln. 1845 bestanden im Dorf eine katholische Schule und 101 weitere Häuser. Im gleichen Jahr lebten in Heidersdorf 646 Menschen, davon allesamt katholisch. 1855 lebten 765 Menschen im Ort. 1865 zählte der Ort 31 Bauernhöfe, 29 Gärtner- und 39 Häuslerstellen. 1874 wurde der Amtsbezirk Mährengasse gegründet, welcher aus den Landgemeinden Gräferei, Heidersdorf und Mährengasse und dem Gutsbezirk Gräferei bestand. 1885 zählte Heidersdorf 824 Einwohner.
1933 lebten in Heidersdorf 760, 1939 wiederum 843 Menschen. Bis 1945 befand sich der Ort im Landkreis Neisse.
Im Jahr 1945 kam der Ort unter polnische Verwaltung und wurde in Jędrzychów umbenannt, die Bevölkerung wurde vertrieben. 1950 kam Jędrzychów  zur Woiwodschaft Oppeln. Mit Abschluss des Zwei-plus-Vier-Vertrages endete die völkerrechtliche Verwaltung des Ortes und er wurde Teil Polens. 1999 kam der Ort zum wiedergegründeten Powiat Nyski.

## Sehenswürdigkeiten

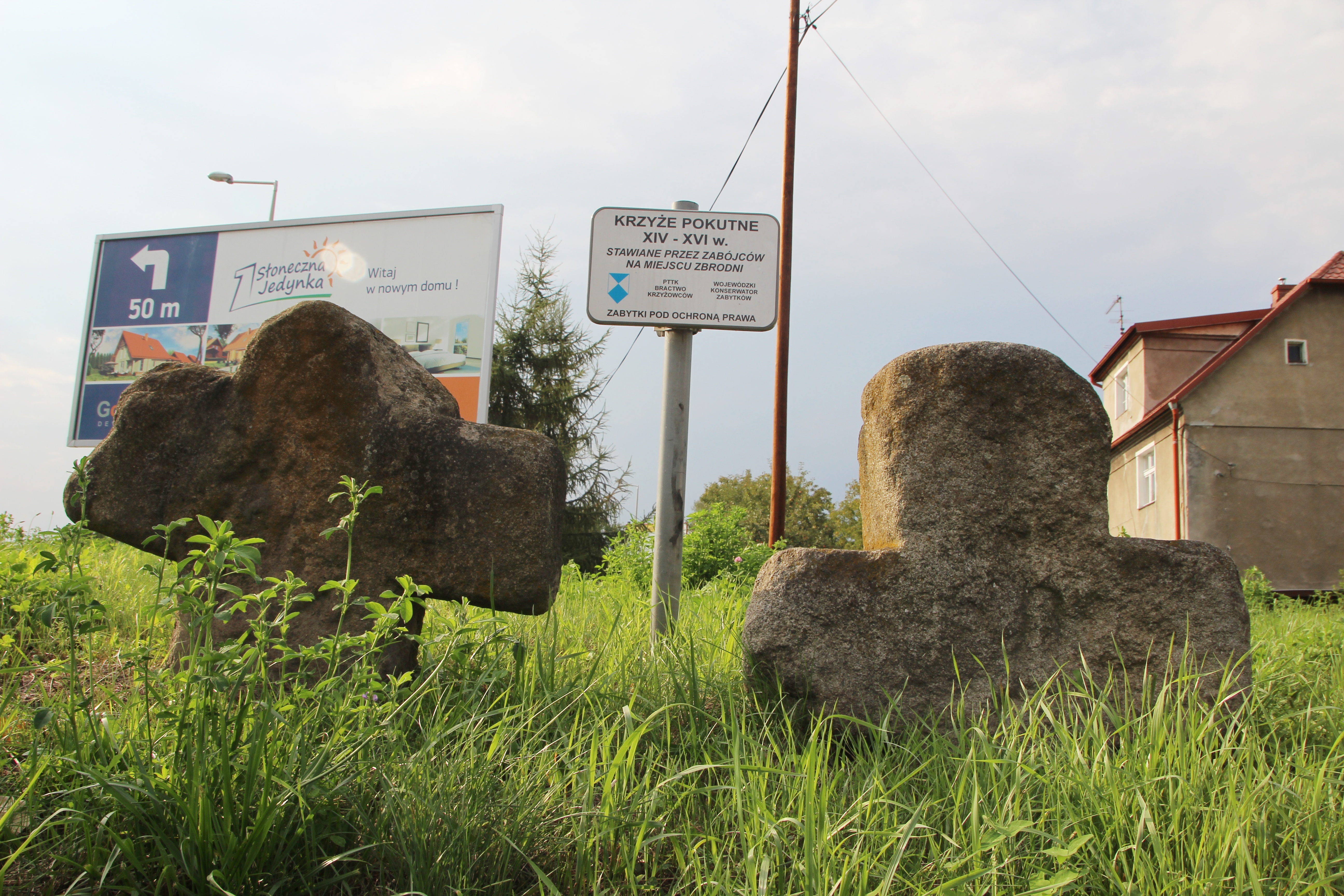
Zwei Sühnekreuze in Jędrzychów

- Sühnekreuze

## Söhne und Töchter des Ortes
- Alois Zipper (1875–1932), deutscher Politiker

## Vereine
- Fußballverein LZS Jędrzychów